# Seleção da CEI de Futebol
A Seleção de Futebol da Comunidade dos Estados Independentes representou a CEI na Eurocopa de 1992, compondo em tese todas as repúblicas da ex-URSS (que havia se desmantelado no final do ano de 1991), exceto as da Estônia, Letônia e Lituânia (que, embora fizessem parte da CEI - só se retirariam dela em 1997 -, já haviam formado suas seleções). Foi formada apenas para a disputa da Euro, visto que a seleção da ex-União Soviética já estava classificada para o torneio e estava composta àquela altura de vários jogadores não-russos, fora o fato de que a seleção soviética de futebol não se classificara para os Jogos Olímpicos daquele ano.
Ironicamente, o primeiro jogo da Seleção da CEI foi contra os EUA, o país que havia sido rival ideológico e bélico da URSS na chamada Guerra Fria. A CEI venceu o amistoso, disputado em Miami em janeiro de 1992 - um mês e meio após o fim da URSS -, por 1 x 0.
Na Euro, o time, que, ainda como União Soviética, desclassificara a Itália nas Eliminatórias para a competição, teve o mérito de empatar contra as fortes seleções da Alemanha - recém-unificada e campeã da Copa do Mundo anterior - e dos Países Baixos - detentores do título (conquistado contra a URSS) -, por 1 x 1 (os alemães só empataram no final da partida) e 0 x 0, respectivamente. No último jogo da primeira fase, entretanto, a equipe perdeu por 3 x 0 para a já eliminada Escócia, sendo eliminada nessa fase de grupos, no qual terminou em último no seu. Este foi, também, o último jogo disputado pelo time.
O único técnico na curta existência da seleção da CEI foi o ucraniano Anatoliy Byshovets, que jogara a Copa do Mundo de 1970 pela URSS. Após a Euro, o time foi extinto e os resultados da CEI, bem como os da ex-União Soviética, foram herdados pela Rússia.
Alguns atletas não-russos que tiveram seus países se tornado independentes preferiram jogar posteriormente pela Seleção Russa, talvez pelo fato de que tais países necessitassem, por decisão da FIFA, esperar o início das Eliminatórias para a Eurocopa de 1996 para disputar jogos oficiais, ao passo de que a Rússia poderia fazê-lo já nas Eliminatórias para a Copa do Mundo de 1994, para onde foram Viktor Onopko e Serhiy Yuran, além de alguns ausentes da Euro 92. Mesma decisão foi tomada por Ihor Dobrovols'kyi e Andriy Kančelskis, que não chegaram a ir ao mundial de 94 (mas disputariam a Euro 96); assim como Akhrik Tsveiba, que, sem identificação com a Geórgia, por ele ser de uma região que dela pleiteia independência (a Abecásia), fez com que jogasse não só pela Rússia, como também uma partida pela Ucrânia.

"Bandeira" da Seleção da CEI

O uniforme principal da equipe da CEI era o mesmo da ex-URSS: camisa e meias vermelhas (embora mais escuras) e calções brancos, com a sigla CIS em branco (CEI, em inglês) no lugar da tradicional СССР. A combinação contrária consistia no uniforme reserva.
O selecionado foi representado no tempo de sua existência pela nova sigla em cor azul sobre um fundo branco - a CEI só criou uma bandeira própria em 1997.

## Jogadores convocados para a Euro 92
Em negrito, os jogadores que defenderiam a seleção da Rússia após a Eurocopa de 1992. Além dos vinte nomes abaixo, estiveram na lista preliminar de 25 jogadores os seguintes futebolistas: o goleiro Aleksandr Uvarov, os defensores Dmitriy Galyamin e Sergey Kuzmin e os meio-campistas Aleksandr Mostovoy e Vasiliy Kulkov.